# Georg Rammer

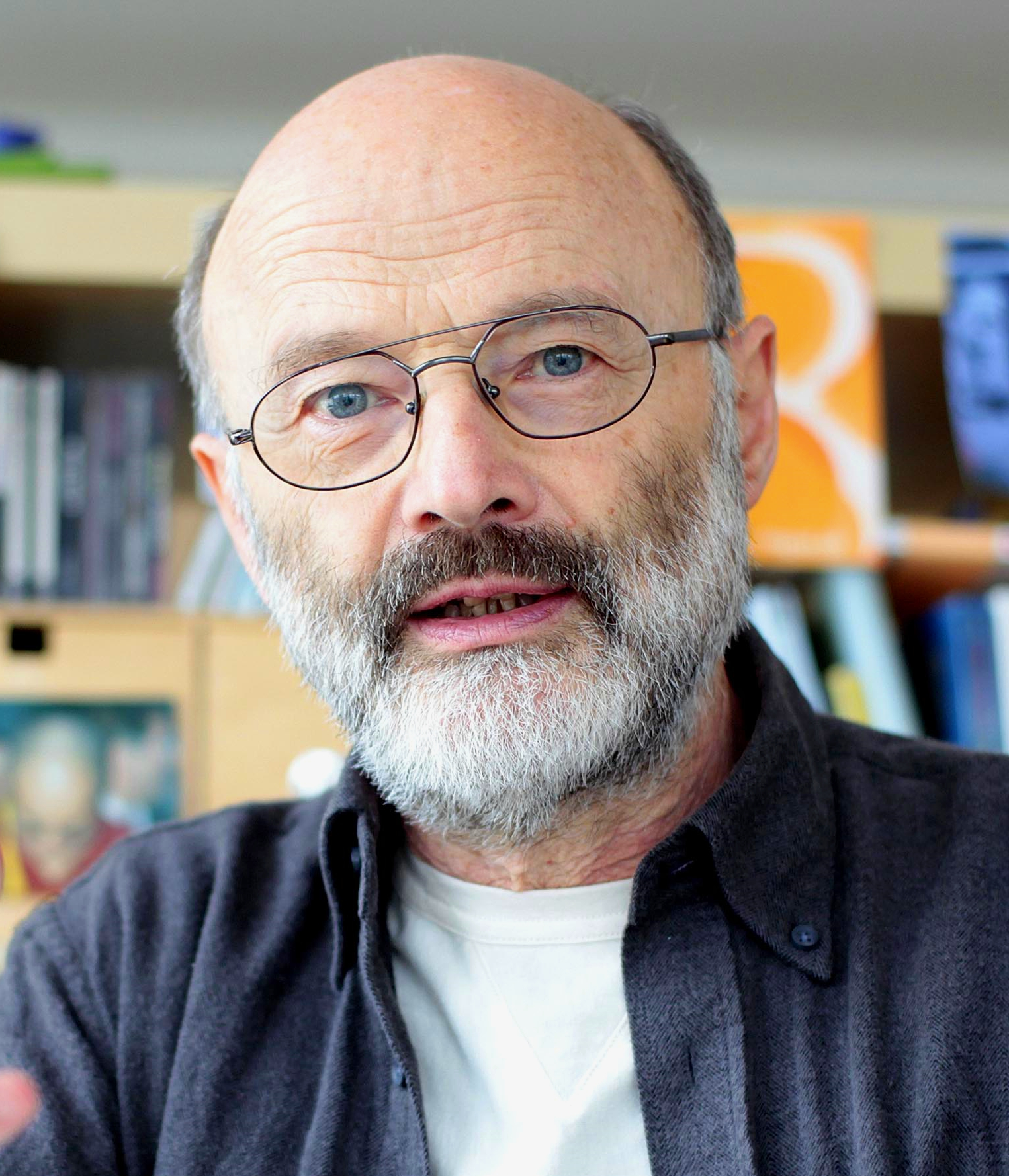
Georg Rammer, 2011

Georg Rammer (* 13. Januar 1946 in Budapest, Ungarn) ist ein deutscher Psychologe und Autor. Er hat von 1974 bis zu seiner Berentung 2009 den Psychosozialen Dienst der Stadt Karlsruhe aufgebaut und später geleitet. 

## Leben
Nach dem ungarischen Volksaufstand 1956 floh die Familie nach Deutschland. Nach Abitur und Wehrdienst studierte Georg Rammer Psychologie in Tübingen. Das Studium verband er mit praktischer Arbeit in einer Obdachlosensiedlung und in einem Jugendhaus, u. a. mit Rockern. Ab 1974 begann er den Aufbau des Psychosozialen Dienstes in Karlsruhe, einem zu der Zeit neuartigen Angebot an psychologischer Beratung und psychosozialer Hilfe speziell für Familien, Eltern, Kinder und Jugendliche in benachteiligten Lebenslagen. Seit 1980 leitete Georg Rammer diese Stelle. Er hat die Entstehung einer der ersten kommunalen Beratungsstellen bei sexueller Gewalt „AllerleiRauh“ in Karlsruhe 1990 maßgeblich mit betrieben sowie beim Aufbau der Beratungsstelle „Frühe Hilfen“ entscheidend mitgewirkt. Zwei Tagungen dienten als fachliche Basis einer neuen Versorgungsstruktur zur Förderung der Empathie: „Baby, Bindung und Beratung“ und „Fühl mal!“ 2009 ging er in Rente und widmete sich in zahlreichen Veröffentlichungen, Tagungs- und Kongressbeiträgen und Interviews fachlichen und politischen Themen (s.u.). Er engagiert sich in der Arbeitsgruppe „Solidarisch Leben“ von Attac Karlsruhe.

## Veröffentlichungen
Georg Rammer schreibt für verschiedene Zeitungen und Zeitschriften; regelmäßig in der Zweiwochenschrift Ossietzky, ferner für „Das Blättchen“ sowie für das verschwörungstheoretische Blog „NachDenkSeiten“ und „Hinter den Schlagzeilen“. Darüber hinaus verfasst er Beiträge für Sachbücher.

### Publikationen
- Sprachpsychologie und Theorie der Verständigung, neben Ulrich Haug (Düsseldorf : Pädagogischer Verlag Schwann, 1974) (übersetzt ins Italienische und Spanische)
- Israel und Palästina  (Neustadt/W.: Dutschke-Verlag, 2012)
- Hinter den Fassaden: Geschichten von Menschen und Politik  (Neustadt/W.: Dutschke-Verlag, 2013)
- Armut essen Seele auf (Reichtum auch): Kinderarmut im reichen Deutschland  (Neustadt/W.: Dutschke-Verlag, 2013)

### Beiträge in Konferenzbänden, Aufsatzsammlungen und Zeitschriften
- Spiel doch mit den Schmuddelkindern! Psychologische Beratung mit sozial Benachteiligten. In: Jahrbuch für Erziehungsberatung, Band 2 (Beltz-Verlag, 1996)
- Kinder haben Rechte – auf Armut? In: Blätter für deutsche und internationale Politik (Juli 2008)
- Kinderarmut oder sozialer Rechtsstaat? In: Grundrechtereport. Zur Lage der Bürger- und Menschenrechte in Deutschland. (2009)
- Tafeln – oder hungern? Mobilisierung gegen Armut. In: TafelGesellschaft: Zum neuen Umgang mit Überfluss und Ausgrenzung (Bielefeld: Transcript, 2010)
- Bloß nicht verhungern. In: Blätter für deutsche und internationale Politik (Mai 2010)
- Gegen-Militarisierung. In: Zeitschrift Ossietzky. (Heft 8/2015)
- Verrohung. In: Zeitschrift Ossietzky. (Heft 5/2016)
- »Warum hassen sie uns?« (G. W. Bush). In: Gesellschaftliche Spaltungen: Zur Wahrnehmung von Ungleichheit und Ungerechtigkeit in Politik und Gesellschaft (Gießen: Psychosozial-Verlag, 2018)
- Die Angst des Staates: Herrschaft, simulierte Demokratie und Repression. In: Paralyse der Kritik: Gesellschaft ohne Opposition? (Gießen: Psychosozial-Verlag, 2019)
- Schlafwandler oder Kriegstreiber: Die Eigendynamik imperialer Interessen. In: Krieg nach innen, Krieg nach außen: und die Intellektuellen als "Stützen der Gesellschaft"? Hrsg. von: Klaus-Jürgen Bruder, Christoph Bialluch, Jürgen Günther (Frankfurt: Westend, 2019)

### Videos
Zusammen mit Siegfried Mutschler-Firl produzierte Georg Rammer u.a folgende Videos:
- „…Lieber wär ich gleich tot…“ Zivilschutz in Karlsruhe (1987)[11][12]
- Bombenwahn – 33 Jahre Kernforschungszentrum Karlsruhe (1989)[13][14]
- Armut = Mutlos? Kinder reden über Armut (1999)[15]